# アンペライ属
アンペライ属 Machaerina は、カヤツリグサ科に属する分類群の一つ。直立する葉と花茎を束状に生じる。ネビキグサ属とも言う。

## 特徴
やや大型から中型の多年生草本。地下茎から葉や花茎を束のように生じる。地下茎から匍匐茎を伸ばす種もある。葉は二列性で根出状に生じ、幅が狭くて断面が円形になるか、左右から扁平な、いずれにせよ単面葉である。時に葉身を欠く。
花茎は不明瞭な三稜形で直立し、葉はないか少数の節と葉をつける。花序は円錐花序、または複円錐花序をなし、滅多に散房花序にはならない。小穂は時に束状に集まる。
小穂は少数の鱗片からなり、鱗片は不明瞭な二列性、鱗片の内部に小花を一つずつ含む。小花は基本的に両性だが、上部のものが小さくて時に雄花となる。小花の花被片は6本の細い剛毛状となって残る例もあるが、退化することが多い。雄蘂は3本だが一部が退化する例もある。果実は三稜形の断面を持つ。花柱の基部は幅広くなって果実に続き、その部分はほぼ円錐形で、場合によっては多少扁平になる。この部分は果実が成熟しても脱落しない。柱頭は普通三裂する。

## 分布
旧世界の熱帯から亜熱帯域に分布し、特に太平洋からオーストラリアに種数が多い。

## 分類

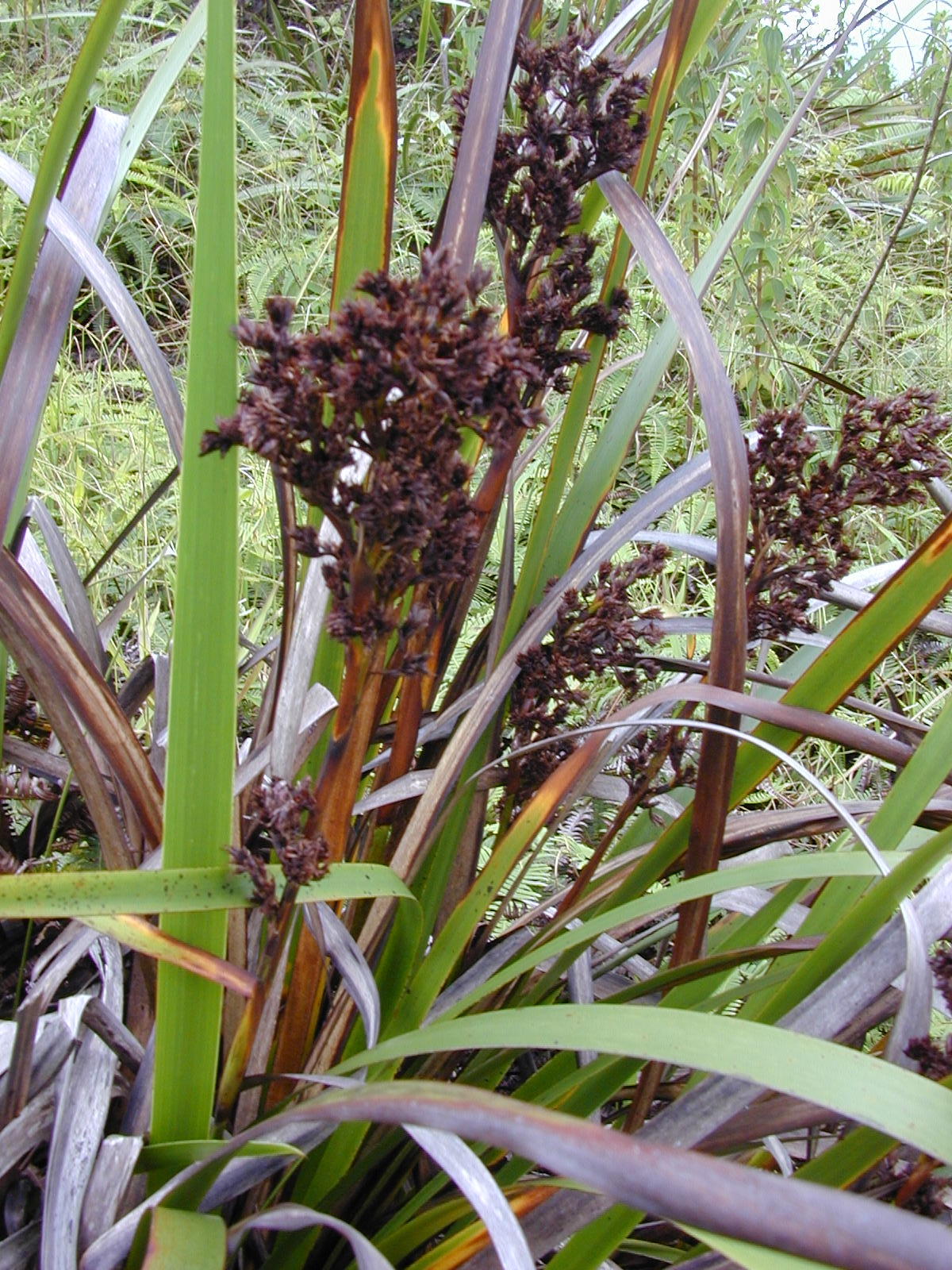
Machaerina angustifolia
扁平な葉を持つ例

この属は根出葉が発達し、小穂は少数花しか含まず、花被に由来する構造がほぼ退化すること、花柱の基部が膨らんで宿在することなどで他の属と区別できる。共通点が多いのはヒトモトススキ属で、小穂や花の構造も似通っているが、葉が三列性で単面葉ではないこと、花柱の下部の様子が異なることなどの点で異なる。この両者はヒトモトススキ連に所属し、これには日本ではこの2属のみがある。
世界に45種程度があり、日本には以下の三種がある。ただし星野他(2012)はアンペライとムニンアンペライについて別種としながらも区別が明確には見られないことを記している。
- Machaerina rubiginosa：アンペライ
- M. nipponensis：ムニンアンペライ
- M. glomerata：ヒラアンペライ